# Kirgiz labdarúgó-szövetség
Kirgiz labdarúgó-szövetség (oroszul: Федерация Футбола Кыргызской Республики magyar átírásban: Fegyeracija Futbola Kirgizszkoj Reszpubliki)

## Történelme
A Szovjetunió 1991-es felbomlását követően 1994-ben kapott felvételt a Nemzetközi Labdarúgó-szövetségbe (FIFA). Az Ázsiai Labdarúgó-szövetség (AFC) tagja. Fő feladata a nemzetközi kapcsolatokon kívül, a  Kirgiz labdarúgó-válogatott férfi és női ágának, a korosztályos válogatottak illetve a nemzeti bajnokság szervezése, irányítása. A működést biztosító bizottságai közül a Játékvezető Bizottság (JB) felelős a játékvezetők utánpótlásáért, elméleti (teszt) és cooper (fizikai) képzéséért.